# Archangelsk
För andra betydelser, se Archangelsk (olika betydelser).
Archangelsk (ryska Архангельск, "ärkeängel", komi-syrjänska Кардор, Kardor) är en stad i Ryssland med cirka 350 000 invånare. Stadens namn syftar på ärkeängeln Mikael. Staden är belägen vid floden Norra Dvina nära dess utlopp i Dvinabukten i Vita havet, i den europeiska delen av Ryssland, nära Severodvinsk och Pervomajskij i norr.
Archangelsk är administrativ huvudort i Archangelsk oblast. Den var Rysslands viktigaste hamnstad under medeltiden och fram till Sankt Petersburgs grundande 1703.

## Historia
Området runt dagens Archangelsk var känt för vikingarna som Bjarmaland. Ottar från Hålogaland berättade från sin resa österöver på 800-talet att det fanns ett område vid en stor älv i Vita havet (fornnordiska: Gandvik) som var bebyggt, något som troligen var bebyggelsen som senare blev Archangelsk. År 1027 ska Tore Hund enligt Snorre Sturlasson ha varit på plundringståg i området.
På hösten 1989 upphittades en ovanligt rik silverskatt vid Dvina-mynningen, nära Archangelsks nuvarande läge. Den grävdes troligen ner i början av 1100-talet och innehöll föremål som kan ha varit upp till 200 år gamla då de kom i jorden. Det som hittats av skatten utgör allt som allt över 1,6 kilogram silver, främst mynt. Det finns även smycken och smyckesdelar, vilka kommer från Ryssland eller ryska grannområden. De allra flesta av mynten var tyska, men det fanns även ett betydande antal kufiska, engelska, böhmiska, ungerska, danska, svenska och norska.
Utsända från Novgorod grundade på 1100-talet ett Michajlo-Archangelskij-kloster (tillägnat ärkeängeln Mikael) med ett litet samhälle bredvid och en brygga vid Dvinas mynning. Handelscentrat var vid denna tid Cholmogory, som låg några kilometer längre upp längs floden från klostret, där floderna Dvina och Pinega flyter samman, cirka 100 kilometer från Vita havet. Skriftkällor antyder att Cholmogory existerade på tidigt 1100-tal, men i brist på arkeologiskt material förblir det oklart huruvida denna bosättning ursprungligen var rysk eller om den går tillbaka till förrysk tid.
År 1411 ledde Jakov Stepanovitj den novgorodiska hären på fälttåg mot Nordnorge. Detta inledde en räcka sammanstötningar, och år 1419 trängde norska skepp med 500 soldater in i Vita havet och plundrade flera ryska bosättningar vid kusten, däribland Mikael-klostret vid Dvina.

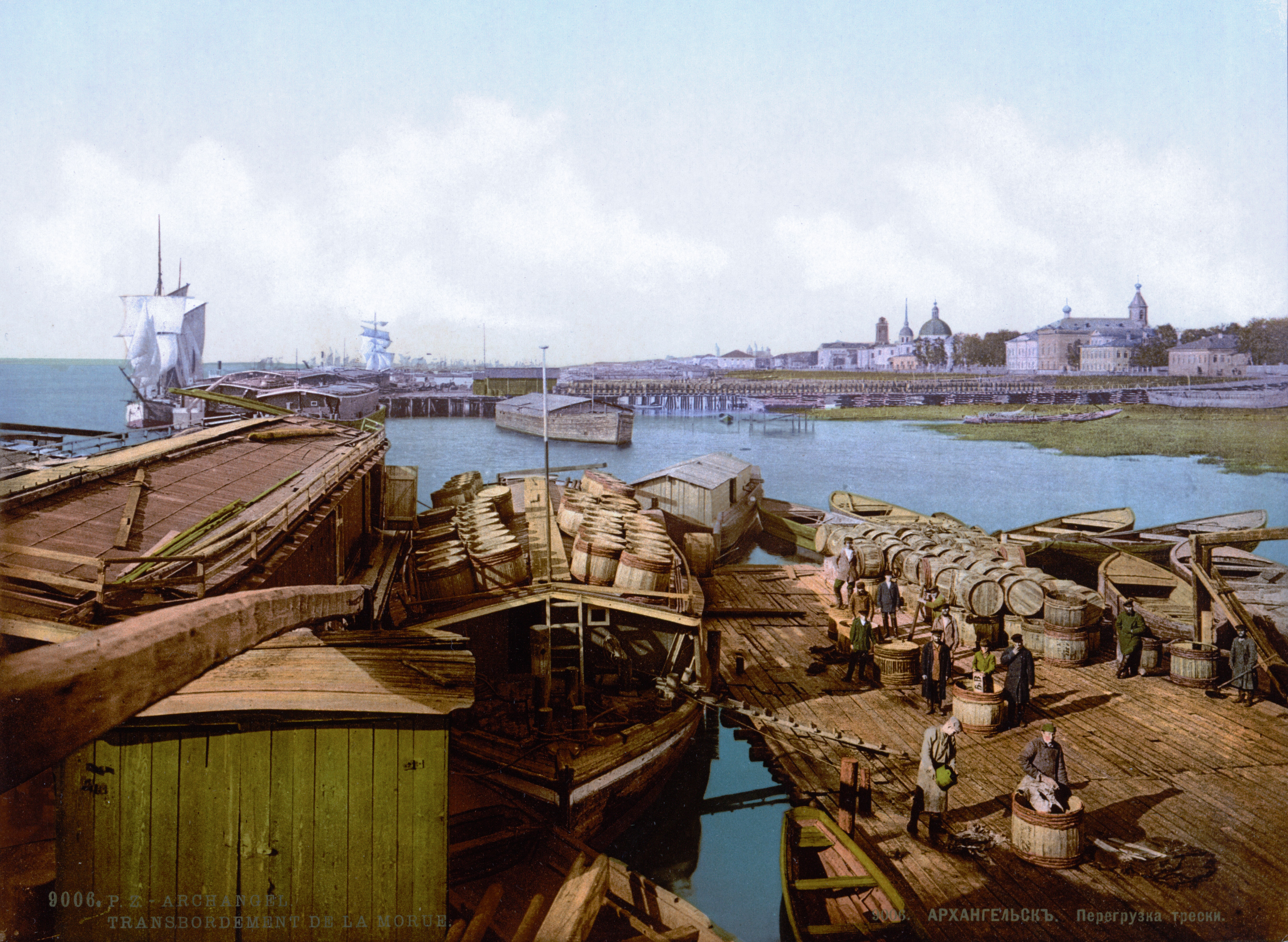
Hamnen i Archangelsk 1896.

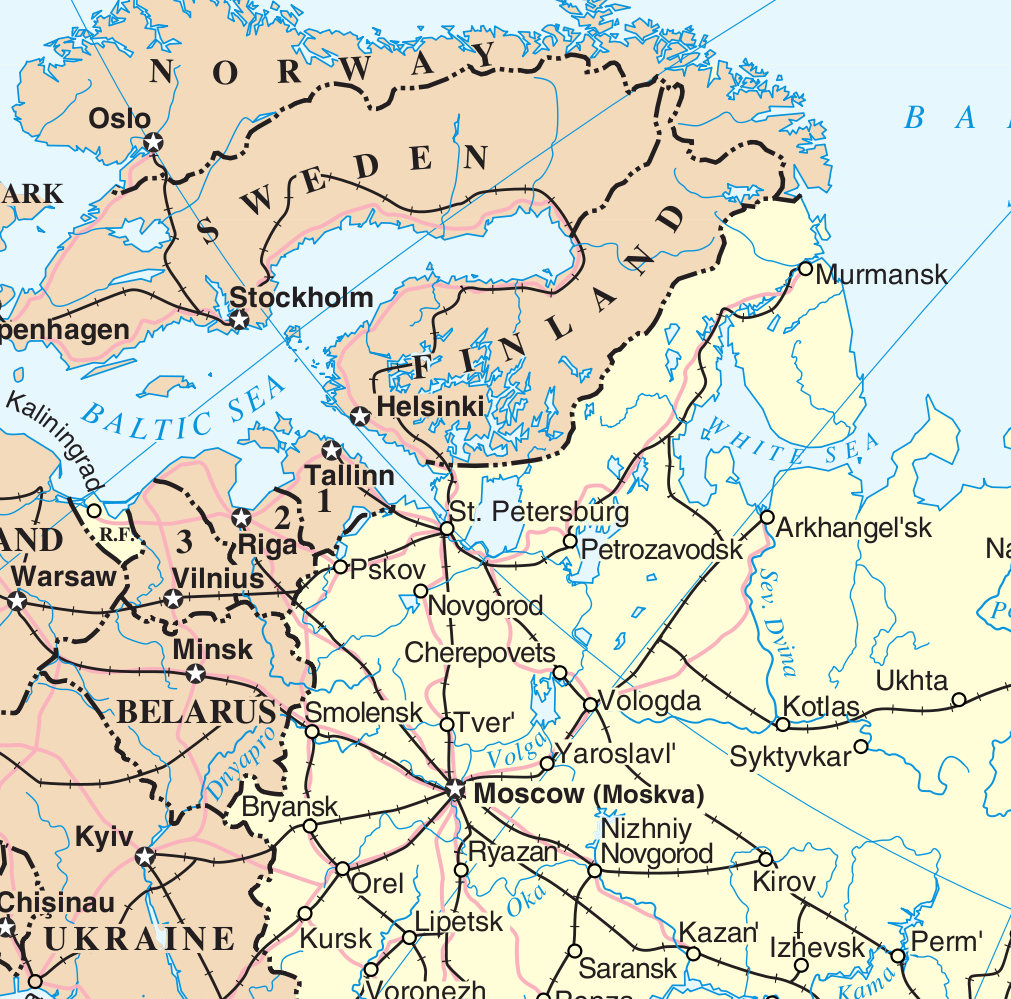
Engelskspråkig karta med Archangelsk utmärkt som Arkhangel'sk.

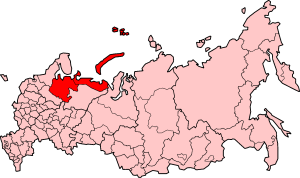
Karta med Archangelsk oblast markerat.

År 1478 erövrades republiken Novgorod (inklusive området runt Archangelsk) av storfurst Ivan III och inlemmades i furstendömet Moskva. Ivan IV beviljade 1555 handelsprivilegier till engelska köpmän och beordrade senare byggandet en borg runt klostret samt en anständig hamn. Bygget började år 1583, som nu anses vara stadens födelseår. I början hette den "Ny stad", "Nya Cholmogorskij stad", "Novocholmogory". Även nederländska köpmän började besöka området från 1560-talet. Skottar och engelsmän dominerade handeln på 1500-talet, medan det under 1600-talet främst var nederländare som seglade till Vita havet. Under denna tid företog pomorerna, befolkningen i området runt Archangelsk, de första resorna till norra Sibirien, och upprättade handelsrutter bland annat till kolonin Mangazeja.
Archangelsk blomstrade upp under 1600-talet tack vare handel med England och andra västeuropeiska länder. År 1613 fick staden namnet Archangelskij, som lite senare omformades till det nuvarande. År 1667 härjades staden svårt av en omfattande brand. Efter branden byggde man flera nya hus i sten, däribland handelscentret Gostinyj Dvor (1668), vilket står kvar idag och sträcker sig 400 meter längs flodstranden. På Peter den stores tid blev hamnen ännu större, man inrättade ett amiralitet och byggde ett varv (1693). År 1694 sjösattes det första stora fartyget - handelsskeppet "Sankt Pavel" - i tsarens närvaro. Svensk militär aktivitet i Vita havet tvingade Peter att tänka på bättre skydd för staden. År 1701 började man bygga en modern fästning i sten. Den 25-26 juni 1701 slogs ryssar och svenskar vid fästningens väggar. Det blev den första ryska segern i stora nordiska kriget. Fästningen blev klar efter fyra år. Nu finns fortfarande kvar fästningens väggar och port, dekorerad i barockstil.
Archangelsks hamns betydelse begränsades av att Vita havet är isfritt endast sju månader om året, något som föranledde Peter den store att grunda Sankt Petersburg i Finska viken år 1704. Utrikeshandeln omdirigerades genom den nya huvudstaden vilket ledde till en nedgång för Archangelsk under 1700-talet eftersom staden förlorat sin status som Rysslands främsta hamnstad. Under 1800-talet återhämtade sig dock stadens ekonomi i och med att timmer fick en ökande betydelse som exportsvara och kunde fraktas över den nybyggda järnvägen som förband Archangelsk med Moskva. Även pomorhandeln, byteshandel av fisk och korn med Nordnorge, kom att blomstra under 1800-talet. Stadens norska relationer stärktes ytterligare i och med upprättandet av en ångfartygsrutt från Archangelsk till norska Vardø 1875.
Under första världskriget var Archangelsk den enda hamnstaden i Ryssland som kunde ta emot förnödenheter från ententen. Hamnen utvidgades för att de isfria månaderna skulle kunna utnyttjas fullt ut. Efter ryska revolutionen 1917 blev Archangelsk för en tid bas för den brittiska interventionen norrifrån och var under en tid säte för en kontrarevolutionär regering. I augusti 1918 besatte en brittisk-amerikansk expeditionskår staden. En "regering för det nordliga distriktet" skapades under ledning av Nikolaj Tjajkovskij, men den verklige ledaren var den engelske generalen William Edmund Ironside. Denna regering blev emellertid snart avlöst av en de facto militärdiktatur under den ryske generalen Jevgenij Miller, under vars styre många arbetare avrättades eller sattes i fångläger. De kontrarevolutionära arméerna trädde i förbindelse med Aleksandr Koltjak i Sibirien och började så småningom rycka söderut. Under loppet av 1919 blev emellertid Koltjak besegrad och i England uppstod starka reaktioner bland arbetarna mot interventionen i ryska inbördeskriget. I september 1919 tvingades britterna lämna Archangelsk. De vita trupperna kunde sedan hålla staden fram till 21 februari 1920 då röda armén intog den; general Miller tvingades fly med en isbrytare.
Under andra världskriget hade Vitahavsflottan sin bas i Archangelsk. Liksom under förste världskriget var Archangelsk även under detta krig huvudhamn för hjälp från Storbritannien och USA. I den närliggande staden Severodvinsk tillverkades under kalla kriget en stor del av de sovjetiska atomubåtarna.

## Geografi

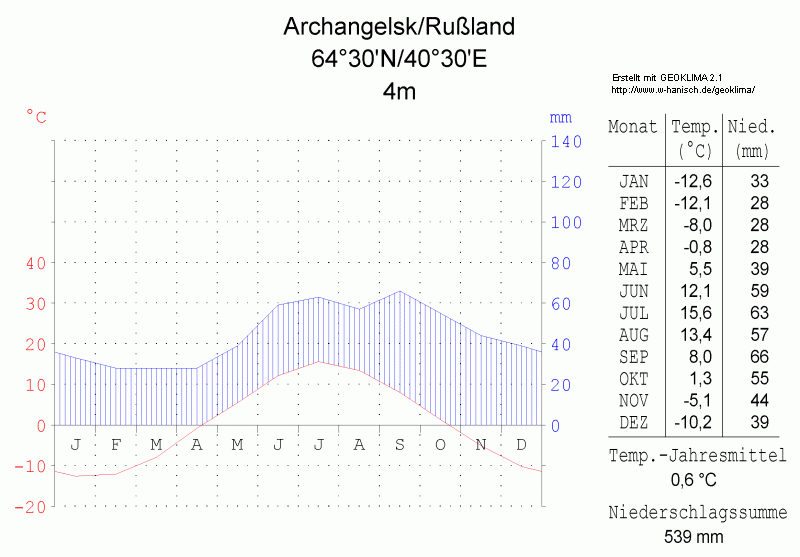
Klimatdiagram för Archangelsk.

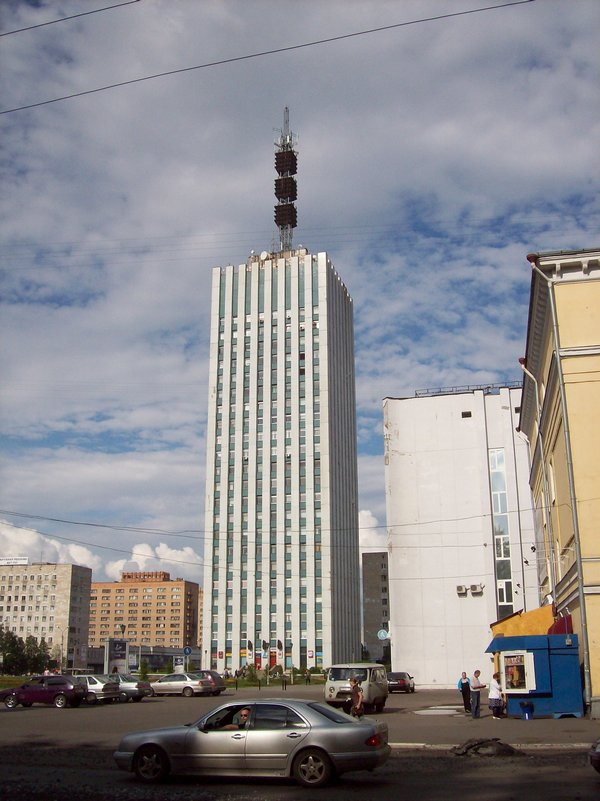
Höghus i Archangelsk.

Archangelsk är belägen längs Norra Dvinas nordliga lopp, 40 till 45 kilometer från utloppet i Vita havet, och upptar en yta på 294,45 km². Staden har ett subarktiskt kustklimat med långa vintrar och korta, svala somrar. Detta på grund av strömmarna i de polara haven, luftströmmarna från Nordatlanten och lite sol. Medeltemperaturen ligger på -12,6 °C i januari och +15,6 °C i juli. Genomsnittsnederbörden ligger på 539 mm/år.
|                            | Jan | Feb | Mars | Apr | Maj | Juni | Juli | Aug | Sept | Okt | Nov | Dec |
| -------------------------- | --- | --- | ---- | --- | --- | ---- | ---- | --- | ---- | --- | --- | --- |
| Luftfuktighet (%):         | 85  | 84  | 81   | 73  | 67  | 68   | 73   | 80  | 85   | 87  | 89  | 87  |
| Antal dagar med nederbörd: | 10  | 9   | 8    | 7   | 8   | 10   | 9    | 11  | 12   | 13  | 13  | 13  |

## Administrativ indelning
Archangelsk är indelad i nio stadsdistrikt.
| Stadsdistrikt      | Invånarantal 9 oktober 2002 | Invånarantal 14 oktober 2010 | Invånarantal 1 januari 2015 |
| ------------------ | --------------------------- | ---------------------------- | --------------------------- |
| Isakogorskij       | 26 533                      | 25 146                       | 24 868                      |
| Lomonosovskij      | 72 869                      | 70 071                       | 71 079                      |
| Majmaksanskij      | 24 701                      | 22 911                       | 21 967                      |
| Majskaja Gorka     | 38 198                      | 41 871                       | 43 467                      |
| Oktiabrskij        | 85 044                      | 81 585                       | 81 578                      |
| Severnyj           | 25 408                      | 24 821                       | 25 148                      |
| Solombalskij       | 37 168                      | 36 587                       | 36 080                      |
| Tsiglomenskij      | 9 738                       | 9 226                        | 9 159                       |
| Varavino-Faktorija | 36 392                      | 36 565                       | 37 636                      |
| TOTALT             | 356 051                     | 348 783                      | 350 982                     |

Staden administrerar även områden utanför själva centralorten. Hela området under stadens administration hade 362 327 invånare vid folkräkningen 2002, 355 781 invånare vid folkräkningen 2010, och 358 054 invånare i början av 2015.

## Ekonomi
Archangelsk är idag en viktig region på grund av sin tunga industri. Staden är Rysslands största hamn för utskeppning av timmer och har en stor träförädlings- och pappersindustri. Den har också fiskehamn. Efter att isbrytare tagits i bruk om vintern har stadens hamn kunnat användas året runt. Det finns dessutom rika mineralförekomster i Archangelskregionen av kol, bauxit, fluor och diamant.
Den federala landsvägen M8 förbinder Archangelsk med Moskva, via Vologda, en sträcka på 1 100 kilometer. Archangelsk är även slutstation på den 1 133 kilometer långa järnvägen från Moskva, via Vologda och Jaroslavl. Det finns daglig tågförbindelse med bland annat Moskva, Sankt Petersburg och Murmansk.
Archangelsk har två flygplatser: Vaskovo, belägen 30 kilometer från centrum, som tillhandahåller lokala flygningar, huvudsakligen till Solovetskijöarna, och den internationella flygplatsen Talagi, 11 kilometer från centrum.

## Idrott
Bandy är en av de populäraste sporterna i Ryssland, och främsta klubben i Archangelsk är Vodnik. Under sin storhetstid vann de nio ryska mästerskap under tio säsonger (1996-2005), Europacupen tre gånger (2002-2004) samt World Cup två gånger (2003-2004). Efter säsongen 2004/2005 såldes dock de bästa spelarna (bland andra Sergej Obuchov och Michail Svesjnikov) till en annan rysk klubb, Dynamo Moskva , och klubben har därefter inte kunnat uppvisa samma resultat.
Två gånger har VM i bandy hållits i staden (1999 och 2003), på Trud stadion.
Ishockeyspelaren Dmitrij Afanasenkov, som spelat flera säsonger i både National Hockey League och Kontinental Hockey League, är född i staden. Han har Spartak Archangelsk som moderklubb.

## Vänorter
- Emden, Tyskland
- Mulhouse, Frankrike
- Pireus, Grekland
- Portland, USA
- Słupsk, Polen
- Uleåborg, Finland
- Vardø, Norge